# Tommy Kristensen
Tommy Kristensen Bjørnø (født 6. november 1939 i Vejle) var en dansk kapgænger, der var medlem af Sdr. Omme Idrætsforening.
Tommy Kristensen Bjørnø repræsenterede Danmark ved to OL; OL i Rom 1960 på 20 km, hvor tiden 1,41,07 gav da en 15.plads og fire år efter i 1964 i Tokyo, hvor tiden 1,35,30 gav en 14.plads. Han deltog i EM 1962, hvor han blev diskvalifisered. Han vandt flere danske mesterskaber.

## Internationale mesterskaber
- 1964 OL 20km gang 14. plads 1,35,30
- 1963 NM 20km gang  Bronze  1:36:46
- 1962  EM  20km gang   diskvalifisered
- 1960  OL  20km gang   15. plads 1,41,07

## Danske mesterskaber
Listen er ikke komplet!
- Guld 1964  30km gang  2,35,38
- Guld 1962  30km gang  2,32,12

## Personlig rekorder
- 10.000 meter gang: 45.21,0 17. august 1960 Østerbro
- 20km gang: 1,33,35  13. august Odense

## Ekstern henvisninger
- DAF i tal Tommy Kristensen Arkiveret 28. juli 2007 hos  Wayback Machine
- Tommy Kristensens profil på Sports-Reference OL-resultater (arkiveret) (engelsk)
- Tommy Kristensens profil på Olympedia (engelsk)